# أوريليو فيدمار
أوريليو فيدمار (بالإنجليزية: Aurelio Vidmar) (مواليد 3 فبراير 1967) هو لاعب كرة قدم سابق ومدرب حاليا. لعب مع منتخب أستراليا لكرة القدم منذ عام 1991 وحتى 2001.

## وصلات خارجية
- أوريليو فيدمار على موقع رابطة كرة القدم اليابانية للمحترفين (اليابانية)
- أوريليو فيدمار على موقع قاعدة بيانات كرة القدم.إي يو (الإنجليزية)
- أوريليو فيدمار على موقع ناشيونال فوتبول تيمز (الإنجليزية)
- أوريليو فيدمار على موقع Soccerway.com (الإنجليزية)
- أوريليو فيدمار على موقع عالم كرة القدم.نت (الإنجليزية)
- أوريليو فيدمار على موقع كووورة
- أوريليو فيدمار على موقع أوليمبيديا (الإنجليزية)
- أوريليو فيدمار على موقع اللجنة الأولمبية الأسترالية (الإنجليزية)
- National Football Teams